# Felicià Fuster Jaume
Felicià Fuster Jaume (Santa Margarita, Baleares, 1924 - Palma, 2012) fue un ingeniero y empresario español. En 1947 obtuvo su doctorado en ingeniería industrial por la "Escuela de Ingeniería de Barcelona, y en 1993 fue doctor honoris causa por la Universidad de las Islas Baleares. 
Entre 1951 y 1963, fue ingeniero municipal en jefe del Ayuntamiento de Palma de Mallorca, y jefe de los servicios técnicos municipales. Fue jefe y director técnico de la Empresa Municipal de Agua y Alcantarillado desde 1972 al 1979, y director de la Escuela de Maestrías Industriales de Palma desde 1952 al 1973. En 1955 se incorpora al Cuerpo de ingenieros industriales del Ministerio de industria y a la empresa Gas y Electricidad (GESA), de la cual fue gerente en 1962, y presidente desde 1973. 
En 1984, fue nombrado presidente ejecutivo del Grupo ENDESA, cargo que ocupó hasta su jubilación; luego fue nombrado presidente honorífico de GESA. También formó parte del Consejo de Administración de la empresa cotizada Sociedad General de Aguas de Barcelona, SA, primero como consejero dominical y después como consejero independiente.

## Algunas publicaciones
- felicià fuster i Jaume. 2009. Problemas de la generación de energía y electricidad en el mundo actual. Volumen 2 de Doctor honoris causa. Edicions UIB, 60 pp. ISBN 8483841274.

## Honores
En 1997 recibió el Premio Ramon Llull. Durante los períodos 2000-2003 y 2008-2012 fue presidente del Consejo Social de la Universidad de las Islas Baleares.